# Maile Flanagan
Maile Flanagan (ur. 19 maja 1965 w Honolulu) – amerykańska aktorka głosowa, filmowa i telewizyjna.
Podkładała głos pod postać Naruto Uzumaki w wersji angielskiej w Naruto, występowała jako Terry Perry w serialu Szczury laboratoryjne oraz w innych serialach i filmach.

## Filmografia
| Rok  | Tytuł                                                      | Rola                 | Uwagi                                |
| ---- | ---------------------------------------------------------- | -------------------- | ------------------------------------ |
| 1998 | Pechowa przesyłka                                          | Gas jockey           |                                      |
| 2001 | 61*                                                        | Housewife            | Film telewizyjny                     |
| 2002 | Tom i Jerry: Magiczny pierścień                            | Boy                  | Animowane; aktorka                   |
| 2002 | Never Get Outta the Boat                                   | Nurse Laura          |                                      |
| 2002 | Telefon                                                    | Lana                 |                                      |
| 2002 | Now You Know                                               | Shelly               |                                      |
| 2003 | Dróżnik                                                    | Pappy's Waitress     |                                      |
| 2005 | Toy Wojownik                                               |                      | Animated; voice actor                |
| 2007 | Numer 23                                                   | Charades friend      |                                      |
| 2007 | Evan Wszechmogący                                          | Mail Person          |                                      |
| 2007 | Naruto the Movie: Ninja Clash in the Land of Snow          | Naruto Uzumaki       | Animowane; aktorka, wersja angielska |
| 2007 | Zagroda według Otisa                                       | Macy the Sheep       | CGI serii Animowane; aktorka         |
| 2008 | Jestem na tak                                              | Janet                | Cake Baker                           |
| 2008 | 500 dni miłości                                            | Co-worker Rhoda      |                                      |
| 2008 | Naruto the Movie 2: Legend of the Stone of Gelel           | Naruto Uzumaki       | Animowane; aktorka, wersja angielska |
| 2008 | Naruto the Movie 3: Guardians of the Crescent Moon Kingdom | Naruto Uzumaki       | Animowane; aktorka, wersja angielska |
| 2009 | Naruto: Shippūden the Movie                                | Naruto Uzumaki       | Animowane; aktorka, wersja angielska |
| 2010 | Epoka lodowcowa 3: Era dinozaurów                          | Mother Aardvark      | Animowane; aktorka                   |
| 2010 | Kung Fu Magoo                                              | Orangu-Tammy         | Animowane; aktorka                   |
| 2011 | Rango                                                      | Lucky                | Animowane; aktorka                   |
| 2011 | Naruto Shippuden the Movie: Bonds                          | Naruto Uzumaki       | Animowane; aktorka, wersja angielska |
| 2011 | Transformers: Dark of the Moon                             | Acuretta Worker      |                                      |
| 2012 | Źle                                                        | Pharmacist           |                                      |
| 2012 | Szczury laboratoryjne                                      | Terry Perry          | rola drugoplanowa                    |
| 2012 | Naruto Shippūden the Movie: The Will of Fire               | Naruto Uzumaki       | Animowane; aktorka, wersja angielska |
| 2012 | Janene from Des Moines                                     | Amy                  |                                      |
| 2012 | Life Is No Joke                                            | Peggy                | Short film                           |
| 2013 | Nauczyciel Roku                                            | Hannah Manning       |                                      |
| 2013 | Naruto Shippūden the Movie: The Lost Tower                 | Naruto Uzumaki       | Animowane; aktorka, wersja angielska |
| 2014 | Naruto Shippuden the Movie: Blood Prison                   | Naruto Uzumaki       | Animowane; aktorka, wersja angielska |
| 2014 | Road to Ninja: Naruto the Movie                            | Naruto Uzumaki Menma | Animowane; aktorka, wersja angielska |
| 2014 | Ava & Lala                                                 | Lala                 | CGI Animated; voice actor            |

## Inne prace
| Rok      | Tytuł                 | Rola                            | Uwagi                    |
| -------- | --------------------- | ------------------------------- | ------------------------ |
| 2006–... | Naruto gry wideo      | Naruto Uzumaki                  | Gra komputerowa; aktorka |
| 2008     | 3Way                  | Geri O'Flanagan                 | Serial webowy            |
| 2010     | Final Fantasy XIII    | Additional Voices               | Gra komputerowa; aktorka |
| 2012     | Final Fantasy XIII-2  | Rhett                           | Gra komputerowa; aktorka |
| 2010     | Valkyria Chronicles 2 | Alexis Hilden/Additional Voices | Gra komputerowa; aktorka |
| 2013     | Second Shot           | Jodi Munson                     | serial webowy            |